# ユカタン半島

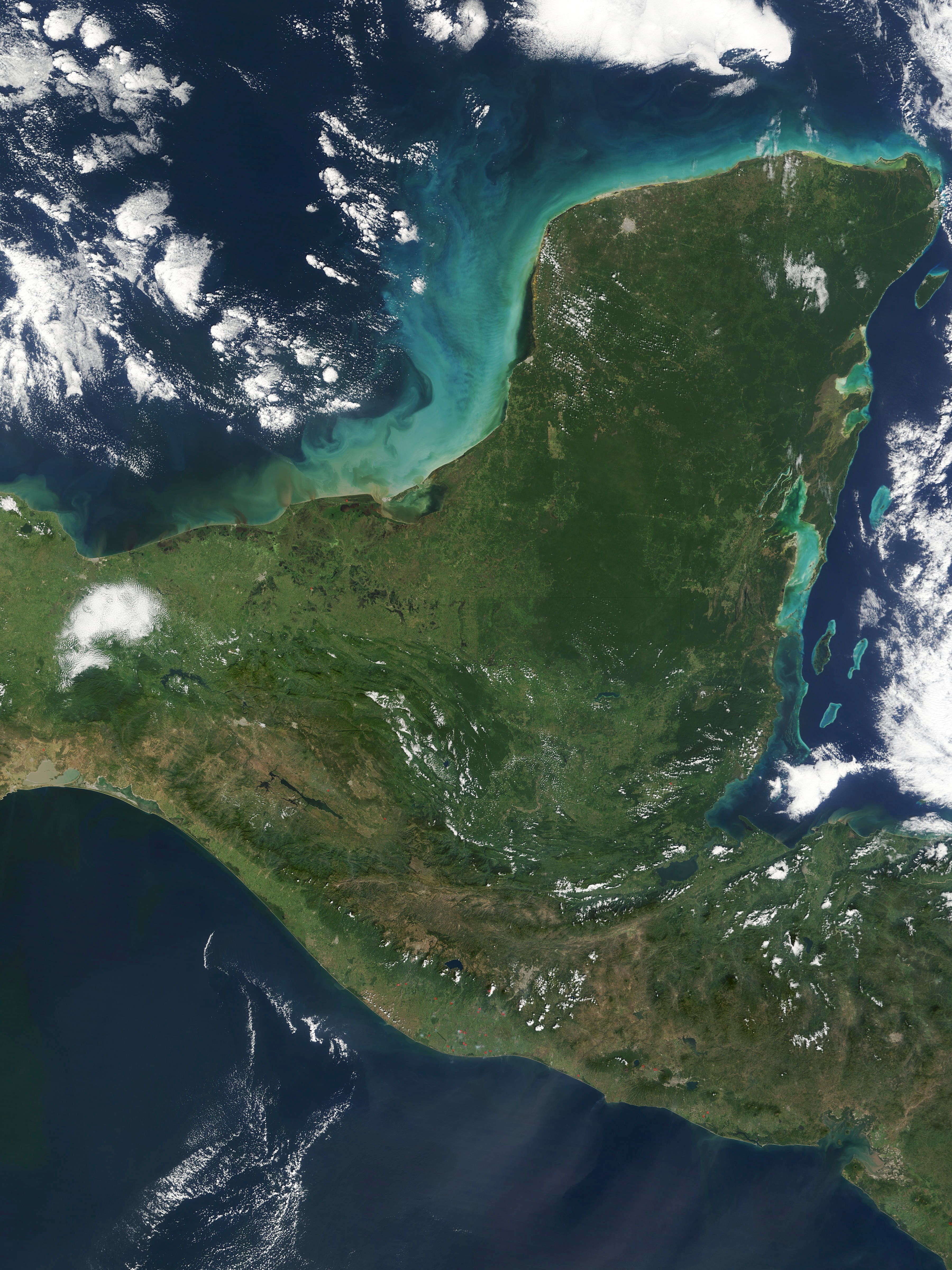
ユカタン半島の衛星写真

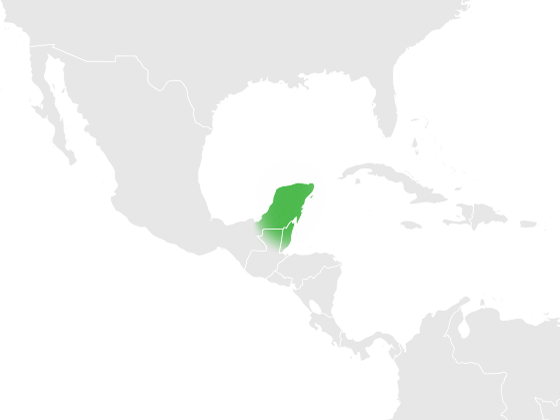
ユカタン半島の位置

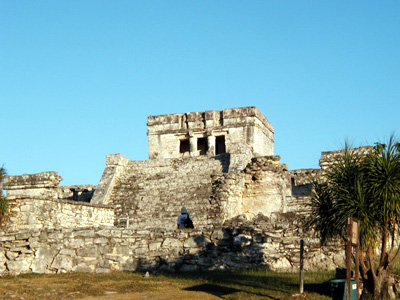
トゥルム遺跡

ユカタン半島（ユカタンはんとう、西: Península de Yucatán）は、メキシコ、グアテマラ、ベリーズの3国にまたがり、メキシコ湾とカリブ海との間に突き出ている半島。

## 地理
石灰岩からなる非常に広大な台地であり、カルスト地形が発達している。雨は、土に染み込んで地下水脈を流れ、その一部はセノーテとして湧き出している。地上に川はない。北西端チクシュルーブの地底深くに、恐竜の絶滅ないし中生代の終焉（K-Pg境界）をもたらしたとされる隕石によるクレーター（チクシュルーブ・クレーター）が沈んでいる。マヤ文明の遺跡が多い。
メキシコにおいては最も新しく形成された地域で、大部分が森林地帯から成る。行政的にはユカタン州、カンペチェ州、キンタナ・ロー州の3州が占める。グアテマラやベリーズも、この半島の一部に国土が及んでいる。なお、元々キューバとユカタン半島とは地続きであったが、後に現在のユカタン海峡に相当する部分が海没して切り離された。
他のカリブ海地域と同様、大西洋ハリケーン帯に位置する。平坦なために暴風の影響を受けやすく、2005年にはカテゴリー5のエミリーとウィルマが観光地を襲った。
雨の日は少なく、4月で7%、10月でも最大25%である。風はあっても湿度が高い。半島を占めるのは熱帯の密林であるが、森林破壊が進んでいる。

### 生態系
ユカタン半島には多くの固有種を含む様々な熱帯生物が生息しており、内陸部では特に熱帯湿潤林が発達している。森林の中にはマホガニー、シダーを含む様々な樹種が生えており、多くの種類のサソリ、オオツチグモ、食糞の甲虫類、アリ、チョウおよび魚類、両生類、爬虫類、鳥類、そしてコウモリやバク、ホエザル、クモザルを含む哺乳類が生息している。沿海部には熱帯林のほか、サバナ、マングローブ、湿地、堡礁（メソアメリカ堡礁システム）も発達しており、様々なサンゴ、軟体動物、エビなどの甲殻類、ウミガメ、タコおよびタラ類、サーディンを含む魚類、フラミンゴ、サギ科、カモ科、カモメ亜科を含む様々な水鳥・海鳥が生息している。場所によっては砂丘、ラグーン、サボテン、海草の藻場や干潟も見られる。生息する生物種は以下のものが挙げられる。
- 植物 - ホンジュラスマホガニー（英語版）、セドロ、サンタマリア（英語版）、ブラックオリーブツリー（英語版）、Vatairea lundellii（スペイン語版）、Aspidosperma megalocarpon（英語版）、Lonchocarpus castilloi（スウェーデン語版）、Astronium graveolens（英語版）、オールスパイス[1]、ジリコテ (Cordia dodecandra)[2]、リンコレリア・ディグビアナ[5]、Cladium jamaicense（フランス語版）（ヒトモトススキの仲間）、Alseis yucatanensis（スウェーデン語版）、Clusia salvinii（スペイン語版）、アメリカヒルギ（英語版）[9]、Dalbergia glabra（スペイン語版）、アカミノキ、Mimosa bahamensis（スペイン語版）[10]、メキシコサバル（英語版）、ガマ、フトイガヤツリ（英語版）、Thalia geniculata（英語版）[11]、ハマベブドウ、アメリカチシャノキ（英語版）、グンバイヒルガオ、Bonellia flammea（スウェーデン語版）、Lysiloma latisiliquum（英語版）、Piscidia piscipula（英語版）、ガンボリンボ（英語版）、クロトン・フラベンス、ココヤシ[12]、ボタンマングローブ（英語版）[6]、Pseudophoenix sargentii（英語版）、フロリダサッチパーム（英語版）、ブラックマングローブ（英語版）、ホワイトマングローブ（英語版）[13][14]、ライトヤシ（英語版）[15]
- 無脊椎動物 - アメリカカブトガニ[11]、エルクホーンサンゴ（英語版）[16]、アメリカイセエビ（英語版）[15]
- 魚類 - Petenia splendida（英語版）[17]、Cyprinodon beltrani（英語版）、Cyprinodon labiosus（英語版）、Cyprinodon maya（英語版）、Cyprinodon simus（英語版）、Cyprinodon verecundus（英語版）[9]、Typhliasina pearsei（英語版）、Ophisternon infernale（英語版）、セイルフィンモーリー[18]、ナッソーグルーパー（英語版）、ブルーヘッド、アトランティックブルータン（英語版）[16]、Fundulus persimilis（スペイン語版）、Menidia colei（スウェーデン語版）[19]
- 両生類 - Bolitoglossa yucatana（英語版）[18]、Lithobates brownorum（英語版）[11]、リオグランデヒョウガエル（英語版）[14]
- 爬虫類 - タイマイ、アオウミガメ[5][12]、アカウミガメ、オサガメ、アメリカワニ[20]、モレレットワニ、メキシコカワガメ[17]、ユカタンハコガメ（英語版）（カロリナハコガメの仲間）[18]、Anolis sericeus（英語版）、ホカケアノール（英語版）、Anolis quercorum（英語版）[11]、ツナギトゲオイグアナ[14]
- 哺乳類 - ジャガー、ピューマ、クチジロペッカリー（英語版）、パンドラマザマ（英語版）（ハイイロマザマ（英語版）の仲間）[2]、オセロット、ベアードバク[3]、ジェフロイクモザル（英語版）、クビワペッカリー[17]、キタコアリクイ（英語版）、タイラ、マーゲイ、オジロジカ[10]、ユカタンクロホエザル（英語版）[21]、アメリカマナティー、クロアシカコミスル[16]、マッコウクジラ[20]
- 鳥類 - トキイロコンドル、アカエリクマタカ（英語版）、ヒョウモンシチメンチョウ[2]、ベニイロフラミンゴ、ムシクイトビ（英語版）、コクガン、ノバリケン、フエコチドリ（英語版）[4]、クロエリセイタカシギ[5]、Stelgidopteryx serripennis ridgwayi（英語版）（キタオビナシショウドウツバメ（英語版）の亜種）、ユカタンヌレバカケス（英語版）、クロネコマネドリ（英語版）[18]、ズグロハゲコウ[11]、シロトキ[6]、アカクロサギ（英語版）[19]

南部のグアテマラのマヤ生物圏保護区、カラクムル生物圏保護区、東海岸のシアン・カアン生物圏保護区、西海岸のリア・セレストゥン生物圏保護区と北海岸のリア・ラガルトス生物圏保護区の5か所はユネスコの生物圏保護区に指定されている。また、南部のグアテマラのティグレ湖国立公園、ヤシュハ・ナクム・ナランホを含むヤシュハ＝ナクム＝ナランホ国立公園とベリーズのクルキッド・ツリー野生生物保護区、そして中部内陸のバラアン・カーシュ、チチャンカナブ湖、北部内陸のヤラアウ湖沼群州立公園、セノーテの輪、北東部内陸のオトチ・マアシュ・イェテル・コーフ、西海岸のテルミノス湖、チェンカンのウミガメ海岸、ロス・ペテネス生物圏保護区、リア・セレストゥン生物圏保護区、東海岸のシュカラク礁国立公園、シアン・カアン、シュカセル＝シュカセリトのウミガメ海岸、プエルト・モレロス礁国立公園、ニチュプテのマングローブ、北海岸のエル・パルマル州立保護区、ユカタン北海岸沼地とマングローブ州立保護区、ボカス・デ・ジラム、リア・ラガルトス生物圏保護区とユム・バラム動植物保護区はラムサール条約登録地である。

## 語源
ユカタンという地名の正確な由来については、広く議論が行われている。17世紀のフランシスコ会の歴史家・ディエゴ・ロペス・デ・コゴルドはとりわけ2つの説を唱えている。ひとつは、1517年に初めてこの半島に到達したフランシスコ・エルナンデス・デ・コルドバがある集落で名前を尋ねたところ、ユカテコ語で「わからない」と返答されたものが、スペイン人には「ユカタン」と聞こえたというものである。実際に先住民が言った可能性のある言葉として「mathan cauyi athán」「tectecán」「ma'anaatik ka t'ann」「ci u t'ann」などが考えられる。これについては、エルナン・コルテスがカール5世に宛てた手紙の中で語られたものが最初である。16世紀の歴史家・トリビオ・デ・ベナヴェンテとフランシスコ・ロペス・デ・ゴマラもこの説を繰り返した。コルドバが率いた遠征ではなく、翌年にフアン・デ・グリハルバが率いた遠征であるとする意見もある。もうひとつの有力な説は、ベルナル・ディアス・デル・カスティリョが記したように、現地で「ユカ」と呼ばれるキャッサバが関係しているというものである。その他には、チョンタル語でその話者を意味する「yokat'an」から派生したもの、ナワトル語で「豊かな場所」を意味する「yokatlan」の誤りとする説などもある。

## 歴史

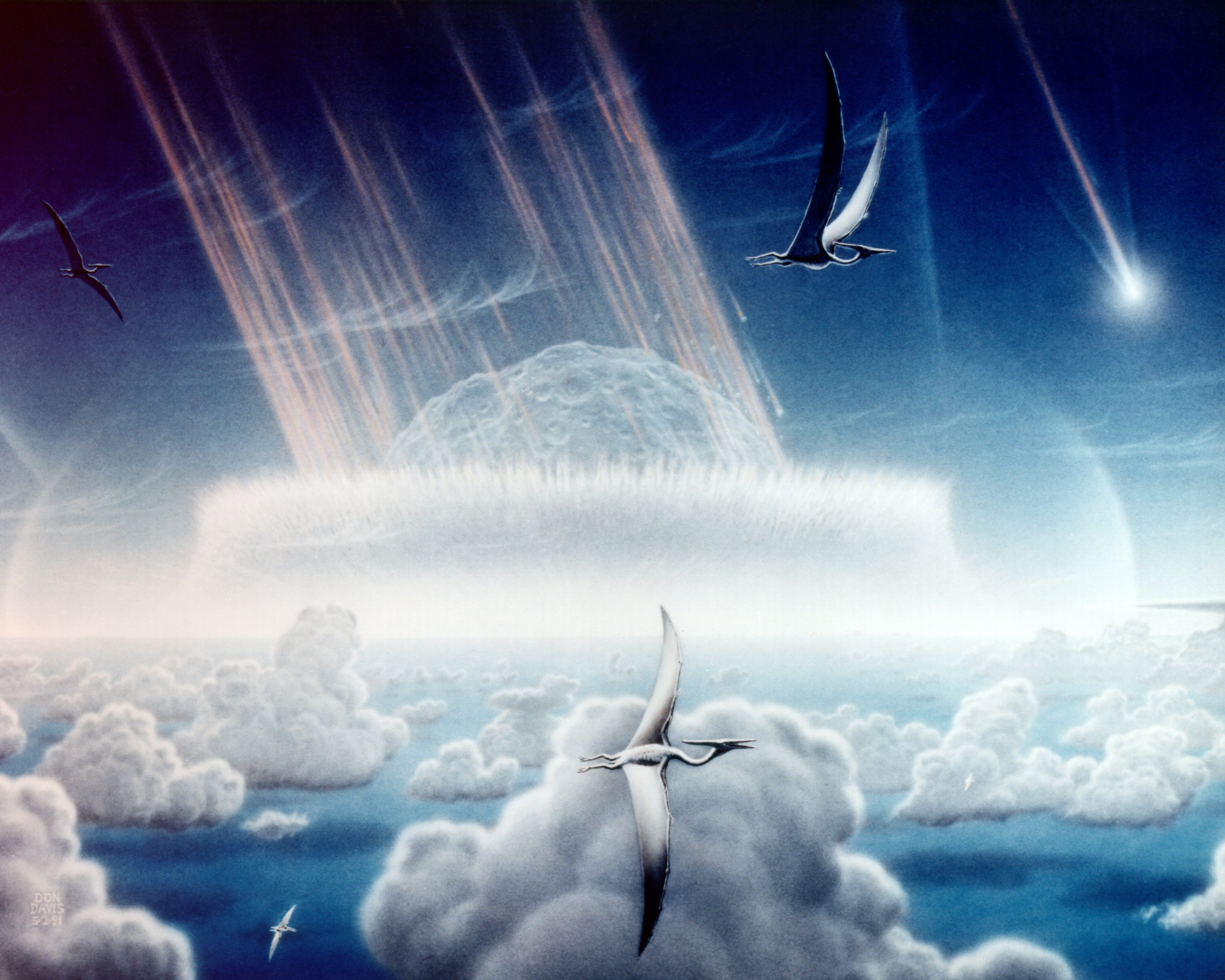
ユカタン半島への小惑星衝突を描いた絵画（1994年）

### 人類出現以前
ユカタン半島はおよそ6,600万年前、白亜紀の末に直径10 - 15kmと推定される小惑星の衝突によりチクシュルーブ・クレーターが形成された地である。

### 先史時代
2020年、ジェロニモ・アヴィレスが率いる海洋考古学探検隊が、キンタナ・ロー州のトゥルム遺跡近くのチャン・ホル洞窟を発掘し、少なくとも9,900年前に生きていたおよそ30歳とみられる女性の骨格を発見した。頭骨計測法によると、洞窟で発見された他の3つの頭骨と同じく、中頭型に適合すると考えられている。女性の頭蓋骨には3種類の傷跡があり、何か硬いもので殴打され、骨折に至ったことが見て取れる。また頭蓋骨には、梅毒に類似する細菌によるものと考えられるクレーター状の欠損や組織の奇形があった。
主任研究員を務めたウォルフガング・スティネスベックは「彼女は本当に大変な苦労をして、極めて不幸な人生の最期を迎えたように見える。もちろん、これは推測であるが、外傷や頭蓋骨の病理的変形からすると、彼女が属していたグループを追放されて洞窟で殺害されたか、洞窟に取り残されてそこで死んだ可能性が考えられる」と述べている。
新たな骨格は、チャン・ホル2号から140メートル離れた場所で発見された。考古学者たちは、ダイバーが（盗掘により）失われていた2号の骨格を再発見したと考えたが、分析の結果、その仮説が正しくないことがすぐに判明した。スティネスベックは新たに見つかった骨と2号の写真を比較し、両者が別の個体であることを明らかにした。
それらの特徴から、共同研究員のサミュエル・レニーは更新世から完新世への移行期に、メキシコにおいて少なくとも2種の形態学的に異なった人々が別々に暮らしていたと提唱している。

### マヤ文明時代

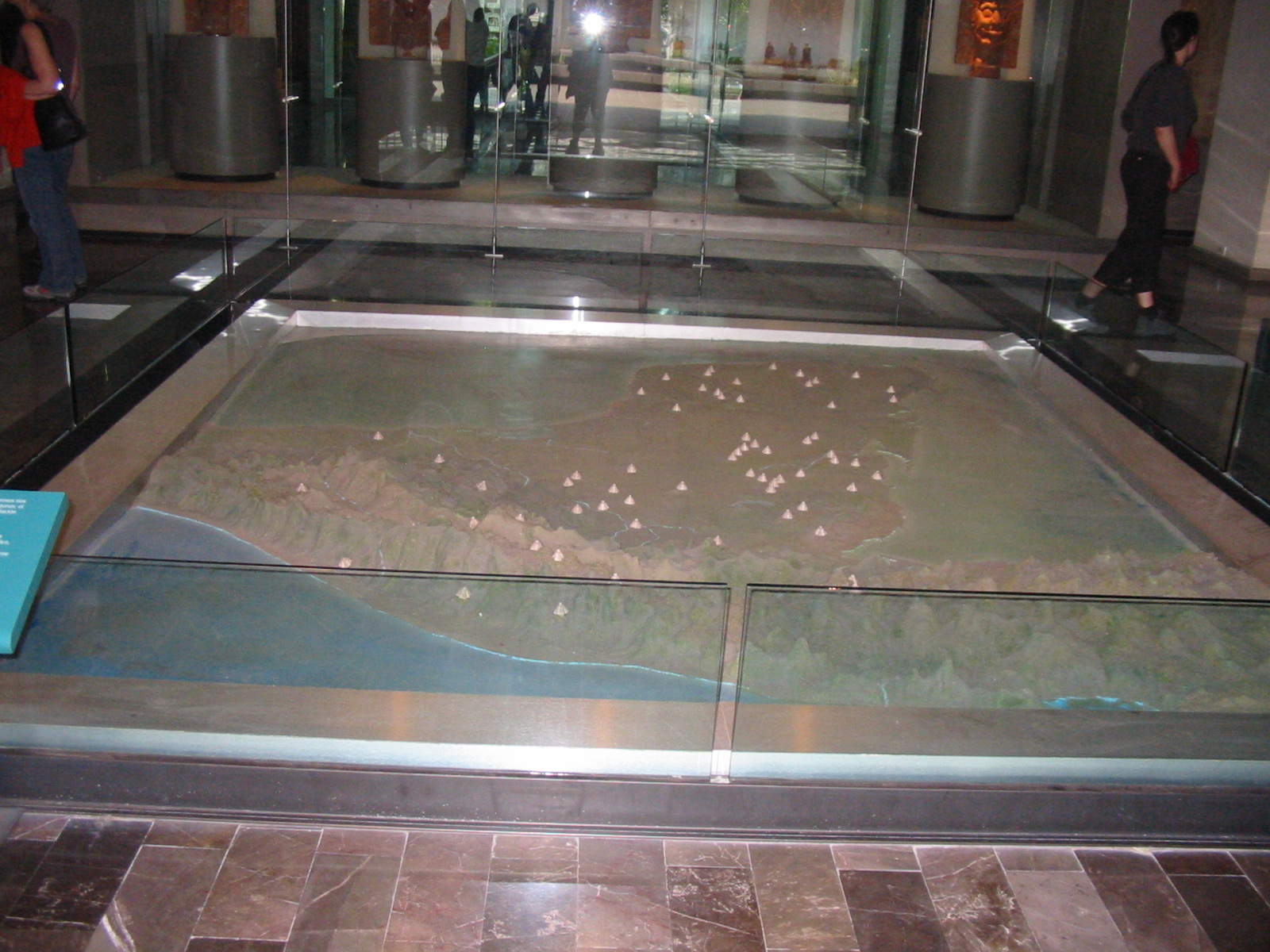
マヤ文明の主要な遺跡の位置を示したレリーフ

ユカタン半島は、その大部分をマヤ低地が占めており、マヤ文明の中心地であった。この文明はユカタン半島の南のグアテマラ、ホンジュラス、チアパス州の高地にまで広がっていた。半島には多くの遺跡があり、チチェン・イッツァ、コバー、トゥルム、ウシュマルなどがよく知られている。先住民であるマヤ人とその血を引くメスティーソが人口の多くを占め、マヤ諸語が広く話されている地域である。

## 地質

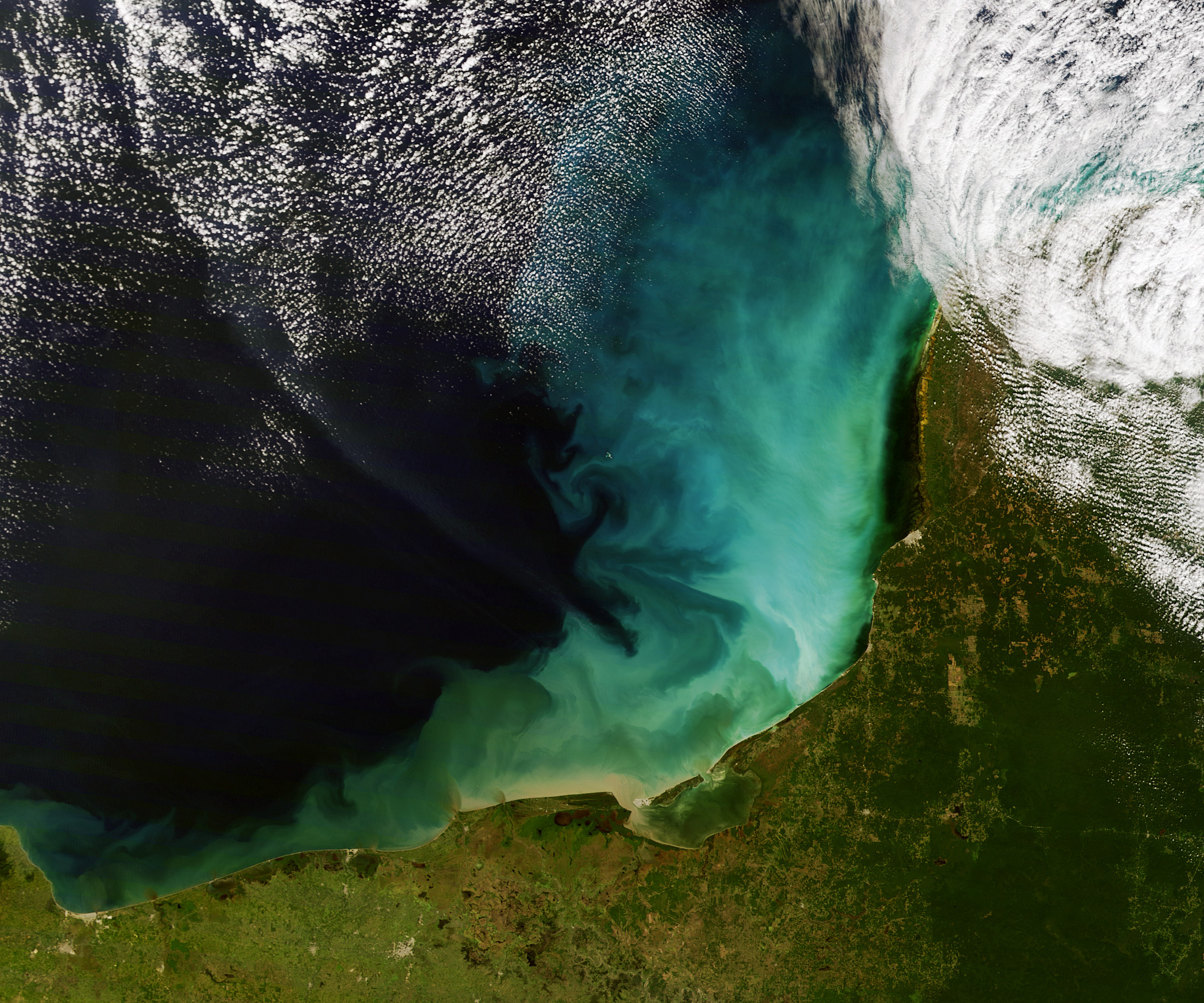
ユカタン半島沖の堆積物

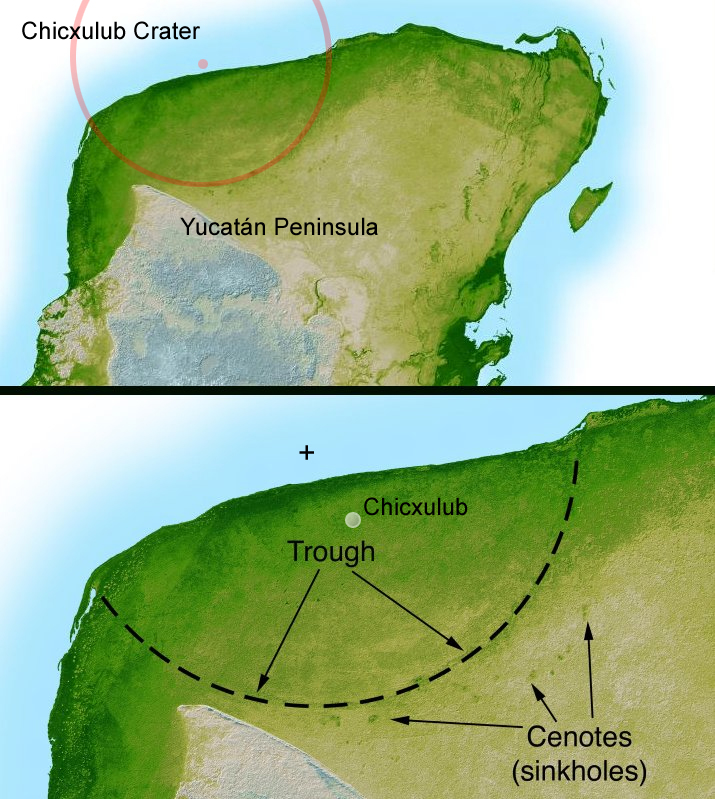
ユカタン半島における「セノーテの環」の位置

半島は大きなユカタン・プラットフォームの露出した部分であり、全体が炭酸塩および水溶性の岩石で構成され、苦灰岩や蒸発岩が様々な深さに存在するものの、ほとんどは石灰岩である。また半島全体が、開かれた平坦なカルスト地形である。現地でセノーテとよばれるシンクホールが、北部の低地に広く分布している。
アルヴァレス仮説によれば、6,600万年ほど前の白亜紀と古第三紀の境界（K-Pg境界）に非鳥類型恐竜が大量絶滅したのは、この地への小惑星衝突が原因とされる。半島の北岸に位置するチクシュルーブ・プエブロのはずれの地底に、チクシュルーブ・クレーターが残されている。今日「セノーテの環」として知られる半円形に並んだシンクホールから成る地質構造は、当時の小惑星衝突が引き起こした衝撃波の輪郭のひとつである。クレーターの存在は、前述した「セノーテの環」の他、小惑星の衝突で形成されたガラスの一種である衝撃石英やテクタイトなどの破片の存在が証拠となり、裏づけられている。
アロースミス・バンクは、半島北東部の沖合に位置する堆である。

## 経済
近代の初めまで放牧、材木伐採、チクルとエネケンの生産が主要産業であった。エネケンから採れるサイザル麻の名前は、ユカタン州の積出港サイザルに由来する。70年代に合成代用品の出現でチクルとエネケンの需要が減退したため、半島とくにキンタナ・ルー州は観光産業を目指した。北東部の貧しい漁村であったカンクンは今や大発展している。東海岸カンクンとトゥルムの間にあるリビエラ・マヤにも多数のホテルがあり、年間数百万人が訪れる。最も有名な場所は自然環境公園を擁し、マヤ遺跡があるプラヤ・デル・カルメンである。

## 観光
- ピンクラグーン - ラス・コロラダス（スペイン語版）（Las Coloradas）という町にある。ピンクレイクとも呼ばれる[45]。